# Oscarella malakhovi
Oscarella malakhovi är en svampdjursart som beskrevs av Ereskovsky 2006. Oscarella malakhovi ingår i släktet Oscarella och familjen Plakinidae. Inga underarter finns listade i Catalogue of Life.